# Alfonso Cadaval
Alfonso Cristóbal Cadaval Rodríguez (Sevilla, 6 de mayo de 1994), conocido como Alfonso Cadaval, es un torero español en activo, que tomó la alternativa como matador de toros el 30 de septiembre de 2018 en la Plaza de toros de Sevilla, y que está inscrito dentro del Registro de Profesionales Taurinos del Ministerio de Cultura con el número 9329. Es hijo del actor y humorista español César Cadaval, integrante del dúo cómico Los Morancos.

## Biografía
Nacido en Sevilla el 6 de mayor de 1994, el torero Alfonso Cadaval se inició el mundo del toro gracias a la afición de su padre, el humorista sevillano César Cadaval, integrante del dúo cómico Los Morancos que conforma junto a su hermano, Jorge Cadaval.

## Carrera profesional

### Novillero
El debut de Alfonso Cadaval como novillero sin picadores tuvo lugar en la localidad sevillana de Aznalcóllar el 10 de marzo de 2012, donde participó dentro de un festejo benéfico en el que se anunciaron diestros de la tierra, como Manuel Jesús "El Cid" y Daniel Luque, además del rejoneador Manuel Manzanares, hijo de José María Manzanares; y donde los diestros lidiaron novillos de las ganaderías de Murube, Tornay y Martín Lorca, además de un sobrero del hierro de José Luis Osborne. En aquella tarde, Cadaval cortó los máximos trofeos (dos orejas y un rabo) del único novillo que le corrió en suerte, triunfando junto al resto de la terna.
A partir de este momento ingresa en la Escuela Taurina de Camas, donde torea distintos festejos hasta conseguir debutar con picadores en la Plaza de toros de Olivenza. El 5 de marzo de 2016 se vestía de luces para lidiar su primera novillada picada, haciéndolo con toros de la ganadería del torero Alejandro Talavante y acartelado junto a Ginés Marín y Joao Silva "Juanito". La tarde no estuvo marcada por el triunfo debido al mal juego con las espadas sin embargo, la prensa destacó la sorpresa que levantó entre el público debido al "concepto vertical y relajado" de su tauromaquia.
La temporada de 2017 le sirvió para continuar su rodaje como torero, haciendo carrera tanto en el campo como en distintas plazas españolas y americanas, anunciándose en plazas como Olivenza, Sevilla o Aguascalientes. Sin embargo, la temporada de 2018 fue la decisiva, ya que se planteaba el salto al escalafón mayor al tomar la alternativa. Incluido dentro de los carteles de la temporada de Sevilla, consiguió también debutar el 21 de mayo en la Plaza de toros de Madrid, formando parte de los carteles de la Feria de San Isidro. En el cartel se anunciaban toros de la ganadería del Conde Mayalde y como compañeros de terna los novilleros Pablo Atienza y Antonio Catalán "Toñete", hijo del empresario Antonio Catalán.

### Matador de toros
En una entrevista concedida al periódico Abc, Cadaval confesaba cómo el sueño de tomar alternativa se materializaba tan sólo habiendo toreado una novillada más que el mínimo reglamentario exido. Sin embargo, se le ofrecía la oportunidad de doctorarse como torero en la Plaza de toros de Sevilla dentro del ciclo de San Miguel: " salió esta posibilidad y en mis circunstancias quién dice que no a una oportunidad como ésta".

#### Alternativa
La alternativa de Alfonso Cadaval se celebró el 30 de septiembre de 2018 en la Plaza de toros de Sevilla, con una corrida de la ganadería de Juan Pedro Domecq. En esa tarde actuó como padrino el diestro sevillano Morante de la Puebla y de testigo José María Manzanares (Jr.); siendo el toro de su alternativa Piripi, número 131, negro y de 570 kilos. El académico Andrés Amorós decía esto de él tras lidiar el primer toro de su carrera: 
Toma la alternativa el sevillano Alfonso Cadaval, hijo del “moranco” César, persona inteligente y buen aficionado, al que brinda su primer toro, noble, flojo, paradito. Lo torea con clasicismo y sosiego pero el toro, desde banderillas, está al borde de la caída. Mata bien y saluda una cariñosa ovación. 

## Estadísticas
- Temporada 2016: En su primera temporada como novillero con picadores torea 8 festejos cortando 8 orejas

- Temporada 2017: Torea 10 festejos cortando 11 orejas

- Temporada 2018: Torea 9 novilladas cortando 9 orejas entre ellas una novillada en ronda en la que corto dos orejas y 1 corrida de toros, la del día de su alternativa.

- Temporada 2019: Torea 2 corridas de toros, la primera en la maestranza el 1 de mayo.[6] y la segunda en Villarrubia de los Ojos (Ciudad Real) el 7 de septiembre.[7]